# Leurus pusillanimus
Leurus pusillanimus là một loài tò vò trong họ Ichneumonidae.